# Убийство Владислава Торнового
Убийство Владислава Торнового произошло в Красноармейском районе Волгограда в ночь с 9 на 10 мая 2013 года после празднования Дня Победы. Молодые люди жестоко издевались над Торновым, после чего убили его, размозжив голову 20-килограммовым камнем. Все трое участников событий — Алексей Бурков, Антон Смолин и Павел Семикин — были задержаны. По признанию Смолина, убийство было совершено на почве ненависти к гомосексуалам. После изучения обстоятельств обвинение в убийстве было выдвинуто лишь против Буркова и Смолина, Семикин проходил в качестве свидетеля. Закрытый судебный процесс был начат в октябре 2013 года и продолжался до июня 2014 года, а обвинительный приговор был вынесен и оглашён 24 июня 2014 года. Смолин был приговорён к 21 году и двум месяцам колонии, а Бурков — к 19 годам колонии и 2 годам ограничения свободы. При вынесении приговора мотив ненависти к ЛГБТ-сообществу не был учтён в качестве отягчающего обстоятельства. В сентябре 2014 года Верховный суд РФ оставил апелляционную жалобу осуждённых без удовлетворения.

## Обзор случившегося
Тело 22-летнего Владислава Торнового (род. 4 августа 1990 года) с множественными телесными повреждениями, в том числе в области половых органов, было обнаружено около 7 часов утра 10 мая 2013 года во дворе дома № 16 по улице Российской в Красноармейском районе города Волгограда. Также у убитого была камнем размозжена голова, и в анус жертвы была засунута бутылка из-под пива. По всей видимости, убийцы также пытались поджечь тело, но им, видимо, это не удалось. По данным следствия, убийство было совершено около 1 часа ночи.
Жертва была установлена, и по горячим следам следователи быстро установили круг общения убитого и выявили подозреваемых. Ими оказались 22-летний друг убитого Бурков, который учился с ним в одной школе, и его 27-летний ранее судимый за кражи знакомый Смолин. Кроме того, ещё один молодой человек Семикин, который не участвовал в преступлении, однако наблюдал за ним, проходил в качестве свидетеля. Все трое участников событий были близкими друзьями Владислава Торнового и часто были у него в гостях.

## Подробная хроника событий

### Предшествующие события
Вечером 9 мая после праздничного салюта в честь Дня Победы, окончившегося в 22:10, Владислав Торновой вместе с двумя бывшими одноклассниками, с которыми он пять лет назад окончил школу № 134, и их девушками ушёл с набережной в своём районе. Друзья Торнового проводили своих девушек до дома, а сам Владислав отправился в букмекерскую контору.
Около полуночи, возвращаясь домой, Торновой встретил на лавочке возле дома № 16 по улице Российской своих друзей — соседа по двору Антона Смолина и своего ближайшего друга Алексея Буркова, с которым он учился в училище № 33 на электромонтёров по ремонту и обслуживанию электрооборудования. Молодые люди распивали пиво на лавочке возле детской площадки.
27-летний Антон Смолин уже был многократно судим за разбой и кражи и отсидел три срока. Он окончил ту же самую школу, что и Владислав Торновой, но на 5 лет раньше. Соседи и знакомые Смолина называют его психически неуравновешенным. По словам одноклассников Торнового, у Антона Смолина и Алексея Буркова уже и раньше были конфликты с Владиславом, в результате чего они его несколько раз били.

### Убийство, по версии обвиняемых
Антон Смолин во время следственного эксперимента рассказал о том, как произошло убийство Владислава. В ходе беседы Торновой якобы признался товарищам в своей гомосексуальности, что вызвало отторжение компании. Многие СМИ писали о том, что молодые люди оскорбились в своих «патриотических чувствах», однако следственный отдел Красноармейского района в интервью Русской службе Би-би-си опроверг информацию о том, что подозреваемые на допросе поднимали тему патриотизма.
Со слов Смолина, он и его ранее судимый приятель стали избивать Владислава, пинать его ногами, сломав ему при этом рёбра. Затем молодые люди раздели жертву догола и стали резать ему стеклом от разбитой бутылки ноги и ягодицы. После этого Смолин засунул жертве в задний проход горлышко от пол-литровой стеклянной бутылки из-под пива. Вскоре к лежащему Торновому подошёл Бурков и ударил по бутылке ногой, так что она почти полностью вошла в уже находящегося без сознания Торнового. После этого молодые люди засунули в жертву вторую и попытались засунуть третью бутылку, но она уже не вошла полностью.
Вскоре на детской площадке появился Павел Семикин — приятель Буркова. Как утверждает следователь Бадма Гиляндиков, Семикин попытался остановить своих приятелей, но ему это не удалось. Однако после этого молодой человек не пытался звонить в полицию и наблюдал за происходящим.
Смолин продолжал бить ногами лежащего без сознания Торнового по рёбрам, в результате чего одна бутылка вышла из тела жертвы. Молодые люди переложили тело на картон и подожгли, однако картон почти сразу же погас. Мужчины решили уйти, однако Смолин решил добить жертву, чтобы тот не очнулся и не обратился в полицию. Тогда он взял 20-килограммовый булыжник и ударил им несколько раз по голове Торнового.

### Последующие события
В 2 часа ночи бабушка Владислава Торнового, у которой он жил, пыталась найти внука. Родители Владислава развелись, когда он ещё учился в начальной школе. После развода у родителей скоро появились новые семьи, и Влад почти всё время жил с бабушкой. Не дождавшись внука, бабушка позвонила Буркову, с которым Торновой был в близких дружеских отношениях. Однако ей ответила неизвестная женщина, сказав, что Бурков спит. Отец Торнового в это время находился в Тобольске, где он уже долгое время работал на вахте. После того, как он узнал о случившемся, он сразу же ближайшим рейсом прилетел в Волгоград.
По словам следователя Бадмы Гиляндикова, Смолин был задержан в собственной квартире и не оказывал сопротивления. Бурков отрицал свою вину и ссылался на потерю памяти в результате алкогольного опьянения. В квартирах обоих мужчин были обнаружены следы крови, которые были отправлены на экспертизу.
Похороны Владислава Торнового прошли 14 мая 2013 года в закрытом гробу.

## Расследование и суд

### Комментарии следователей
По версии следователя Бадмы Гиляндикова, причиной убийства являлась личная неприязнь.
По словам старшего следователя районного следственного отдела СУ СК по региону Андрея Гапченко, мотивом совершения преступления явилась информация о гомосексуальности убитого. Однако Гапченко отметил, что данная информация никак не проверялась и проверяться не будет. В интервью РИА Новости Гапченко заявил, что, со слов одного из подозреваемых, Торновой в ходе распития алкоголя признался в своей гомосексуальной ориентации, в результате чего его приятели решили посмеяться над ним и ради шутки стали срывать с него одежду, чтобы отправить домой голым, однако они зашли слишком далеко. В то же время Гапченко утверждает, что на данный момент имеются и другие версии о мотивах совершения преступления, однако все они являются тайной следствия.
По сообщению старшего прокурора Управления по надзору за уголовно-процессуальной и оперативно-розыскной деятельностью Андрея Кухаренко, утверждение о гомосексуальности Владислава Торнового является способом защиты обвиняемых. По словам Кухаренко, никаких «объективных данных», свидетельствующих о «нестандартном поведении потерпевшего», в ходе расследования уголовного дела установлено не было.

### Судебное заседание и приговор
Дело об убийстве Владислава Торнового было передано в Волгоградский областной суд в октябре 2013 года, а судебный процесс начался зимой и по просьбе родственников проходил за закрытыми дверями. По словам пресс-секретаря Волгоградского областного суда Владимира Шевченко, процесс был закрыт из-за «обсуждения обстоятельств личной жизни убитого». По словам Шевченко, прокурор и адвокаты также не будут комментировать дело. Пресс-релизы также отсутствовали. Семья Торнового также проигнорировала процесс.
Согласно официальной карточке процесса на сайте Волгоградского областного суда, предварительные слушания по делу № 2-8/2014 были начаты 28 октября 2013 года. Первое заседание по делу прошло 6 декабря 2013 года, в результате чего было принято решение направить обвиняемых на психиатрическую экспертизу в Институт Сербского в Москве. Последующие заседания по делу прошли 18 и 23 апреля 2014 года.
24 июня 2014 года судья Александр Владимирович Клочков вынес обоим подсудимым обвинительный приговор: Буркову — по ст. 105 ч. 2 п.п. «д», «ж» УК РФ («убийство, совершенное с особой жестокостью и совершенное группой лиц, группой лиц по предварительному сговору или организованной группой») и Смолину — по ст. 105 ч. 2 п.п. «д», «ж» (аналогично) и ст. 162 ч. 1 («разбой») УК РФ. Ранее судимый 27-летний Антон Смолин был приговорён к 21 году и двум месяцам колонии, а 22-летний Алексей Бурков — к 19 годам колонии и двум годам ограничения свободы. При вынесении приговора мотив ненависти к ЛГБТ не был учтён судом в качестве отягчающего обстоятельства, несмотря на то, что убийцы ссылались именно на это, надеясь даже получить снисхождение суда.
Подсудимые обжаловали приговор в Верховном суде РФ, однако Верховный суд не нашёл оснований для изменения вынесенного ранее решения суда, и первоначальный приговор был оставлен в силе.

## Реакции на убийство

### Реакция ЛГБТ-сообщества
Жестокое убийство Владислава Торнового потрясло российское ЛГБТ-сообщество и вызвало большой резонанс в ЛГБТ-группах в социальных сетях. Российские ЛГБТ-активисты и защитники прав ЛГБТ назвали убийство жестоким примером роста насилия на почве гомофобии. В социальных сетях даже возникло несколько специальных групп, посвящённых памяти убитого. Некоторые активисты задавали в «Твиттере» Елене Мизулиной саркастические вопросы вроде: «Хорошо ли вам спится, Елена Борисовна? Волгоградский мальчик во снах не является?», тем самым обвиняя основного идеолога законопроекта о «пропаганде гомосексуализма» в разжигании гомофобии в стране. Многие ставили себе на аватарки траурные фотографии с изображением убитого.
По словам правозащитника и ЛГБТ-активиста Николая Алексеева, обсуждаемый в то время законопроект о «пропаганде гомосексуализма», а также заявления Владимира Путина в адрес ЛГБТ о том, что гомосексуалы влияют на спад рождаемости в России, стали «молчаливой поддержкой» и призывом к подобным гомофобным преступлениям. Алексеев в своем заявлении утверждал, что убийство Владислава Торнового демонстрирует плоды проводимой в стране гомофобской политики. По мнению правозащитника, таких преступлений в России будет больше, если эта политика не изменится. Он также отмечал, что таких случаев может стать меньше только тогда, когда мотив ненависти по отношению к ЛГБТ при совершении преступлений будет в России признан отягчающим обстоятельством. Кроме того, активист был обеспокоен тем, что убийство Торнового рассматривалось как бытовое преступление.
Местное ЛГБТ-сообщество из Волгограда также не верило в гомосексуальность убитого. Если Торновой и был геем, то он скрывал это и не состоял ни в каких ЛГБТ-организациях. В то же время, по словам председателя Российской ЛГБТ-сети Игоря Кочеткова, для ЛГБТ-активистов вопрос о том, являлся ли Владислав Торновой геем или нет на самом деле, не имеет принципиального значения, важно то, что его убили лишь за то, что посчитали геем.
В знак траура по Владиславу Торновому и в день памяти по всем жертвам гомофобии и трансфобии многие ЛГБТ-организации решили изменить форму проведения ежегодного «радужного флешмоба», приуроченного к Международному дню борьбы с гомофобией. 17 мая 2013 года в Санкт-Петербурге на Марсовом поле прошёл «радужный флешмоб», в котором приняли участие до ста человек. Участники выпустили в небо радужные и траурные чёрные шары. Полиция прекратила митинг спустя 15 минут, опасаясь за безопасность ЛГБТ-активистов, которым противостояли около двухсот националистов, казаков, десантников и православных радикалов, скандирующих анти-ЛГБТ-лозунги.
После вынесения приговора Буркову и Смолину активисты Альянса гетеросексуалов за равноправие ЛГБТ выразили озабоченность тем, что в прессе отсутствовала какая-либо информация о судебном процессе и его исходе, а также о сроках осуждения подсудимых. Об этом не сообщается даже в официальной карточке дела на сайте Волгоградского областного суда. В организации также отмечают, что ни следствие, ни суд, вероятно, не приняли во внимание гомофобный мотив убийства, так как Бурков и Смолин были осуждены по пунктам «д» и «ж» части 2 статьи 105 УК РФ «Убийство группой лиц с особой жестокостью», в то время как мотив ненависти или вражды к социальной группе предусматривается пунктом «л». Кроме того, в приговоре Смолина присутствует и часть 1 статьи 162 «Разбой», что, по мнению представителей Альянса, является «весьма странным», так как разбой, согласно уголовному кодексу РФ, предполагает хищение имущества как цель нападения.

### Мнения родных и близких убитого
По словам матери убитого Виолетты Николаевны, Влад не был геем, а убийцы, заявив об этом, надеются, что это утверждение послужит для них смягчающим обстоятельством. Отец убитого Андрей Торновой считает, что ранее судимый Алексей Бурков мог и сам быть «опущенным». Бабушка Лилия Лынова также уверяет, что у внука были девушки. Был ли Владислав геем, узнать уже невозможно, однако для семьи Влада самым главным стало «отстоять честь сына». В интервью журналу The New Times Андрей Торновой рассказывал, как он угрожал следователю Андрею Гапченко из-за того, что тот озвучил прессе версию об убийстве на почве гомофобии.
Друзья убитого также отрицают информацию о его гомосексуальности. По словам Станислава, одного из друзей убитого, который также был его одноклассником, Торновой не был геем, а показания задержанного можно объяснить его желанием оправдать себя перед будущими соседями в местах лишения свободы. По его же словам, Торновой мог быть убит и за шутки в адрес своего сидевшего приятеля, которого в местах лишения свободы якобы «опустили». Не верит в гомосексуальность друга и другой его одноклассник, который также высказывает версию о том, что убитый мог поплатиться за намёки в отношении одного из приятелей, который в тюрьме якобы имел гомосексуальный опыт, что разозлило молодых людей, и поэтому они и набросились на него. По словам следователя Гапченко, следствие пока не располагает информацией о том, имел ли обвиняемый в местах лишения свободы половую связь с сокамерниками.
Не верит в гомосексуальность убитого и его бывшая одноклассница Валерия, которая утверждает, что у Торнового были отношения с несколькими девушками и что в последнее время он переживал из-за неразделённой любви к некой Полине. В то же время со стороны друзей и одноклассников Владислава Торнового поступили и некоторые противоречивые высказывания. По утверждениям того же Игоря, убитый «крайне негативно» относился к гомосексуалам, в то же время другая его одноклассница Татьяна заявляла о том, что за Торновым никогда не было замечено гомофобных высказываний. По словам Игоря, близких убитого оскорбляет тот факт, что Торнового причисляют к гомосексуалам и ЛГБТ-активисты делают из него «икону гей-движения», используя его смерть для «зарабатывания политических очков». Татьяна же утверждают, что близких такие слухи не оскорбляют, однако расстраивают, так как они не соответствуют действительности.

### Мнения российских политиков
По словам заместителя председателя Комитета Государственной думы по труду, социальной политике и делам ветеранов Николая Коломейцева, в Госдуме не связывают убийство Владислава Торнового с законами о запрете «пропаганды гомосексуализма». Глава профильного комитета Государственной думы по вопросам семьи, женщин и детей и один из сторонников законопроекта против «пропаганды гомосексуализма» Елена Мизулина заявила 14 мая о том, что громкое убийство в Волгограде не станет препятствием для принятия данного законопроекта. По её словам, нельзя обвинять «борцов с преступностью» в том, что они «порождают преступность», так как в этом случае они «с преступностью вряд ли справятся».
Международная организация Human Rights Watch призвала российские власти изучить все версии убийства и обратить внимание на гомофобные мотивы преступления, а не сводить убийство к бытовым разборкам. По мнению директора отдела Human Rights Watch по Европе и Центральной Азии Хью Уильямсона, не имеет значения тот факт, являлся ли Владислав Торновой гомосексуалом, сам факт того, что задержанные ссылаются на гомосексуальность жертвы в качестве оправдания, говорит о высоком уровне гомофобии в России. Уильямсон считает, что «агрессивная риторика» о «традиционных ценностях» создаёт «питательную среду» для гомофобии в России.

## В массовой культуре
- Убийству посвящена песня Васи Обломова в проекте «Господин хороший» «Пятиминутка ненависти»[31].
- Элтон Джон посвятил свой концерт, прошедший в «Крокус Сити Холле» в Москве 6 декабря 2013 года, памяти Владислава Торнового[32][33].